# Kragsten

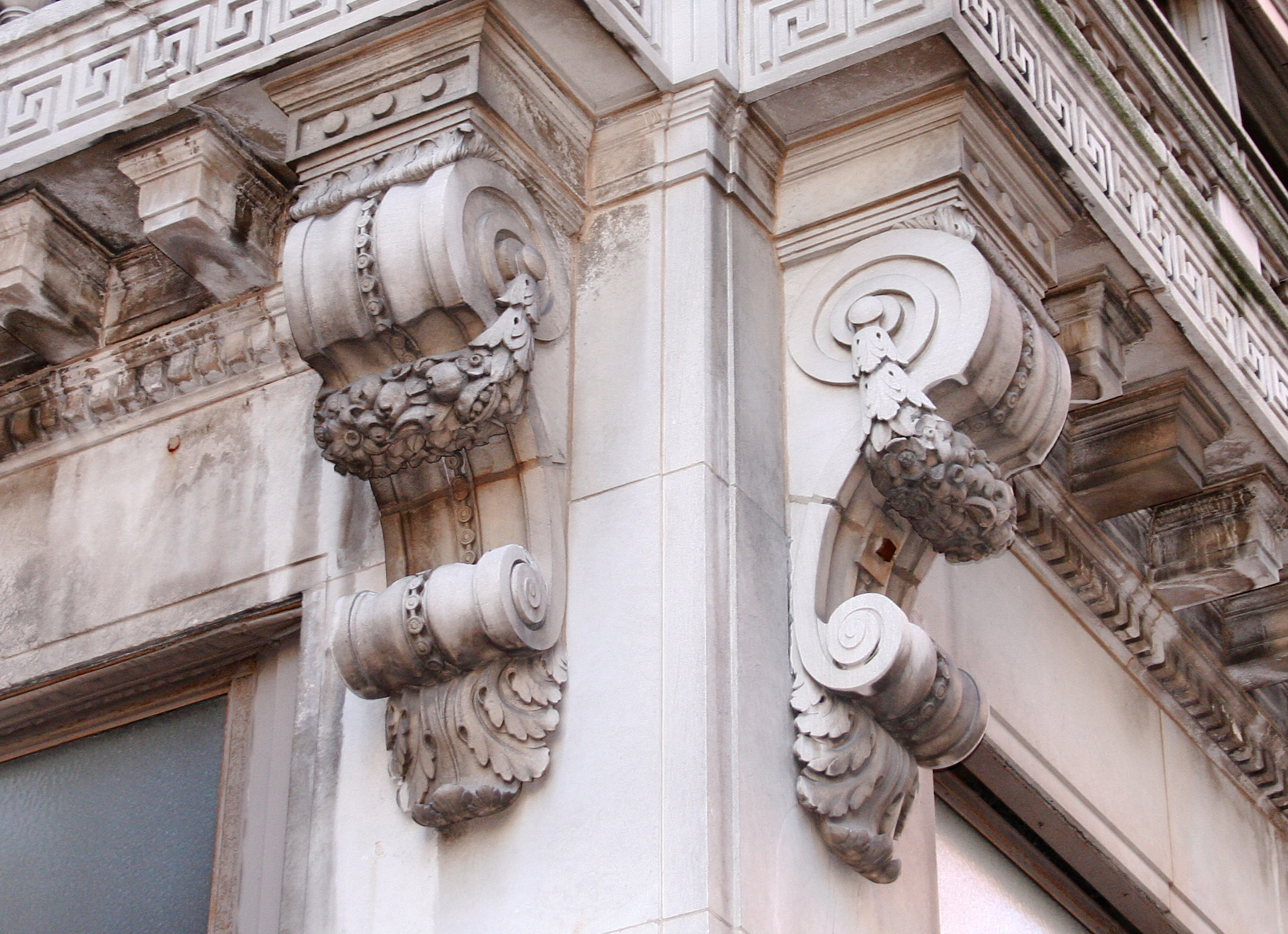
Ett exempel på kragstenar.

En kragsten är en vanligen dekorerad sten som sticker ut från en mur och utgör stöd för valv, burspråk eller liknande.